# Moviment de la Santedat
El Moviment de la Santedat està format per creients cristians protestants que creuen que la "naturalesa carnal" pot ser netejada per mitjà de la fe i pel poder de l'Esperit Sant si els pecats de l'home han estat perdonats per mitjà de la fe en Jesucrist. Els beneficis que professen són "poder espiritual" i l'habilitat de conservar-se a si mateixos purs (és a dir, que els pensaments i els motius no es corrompen pel pecat). Aquesta doctrina és coneguda en les Esglésies de la Santedat com a "santificació sencera", però el nom més popular en el cristianisme és "perfecció cristiana". En termes generals el Moviment de Santedat volia promoure un cristianisme personal, pràctic i amb la capacitat de canviar les vides.
Els tres conceptes bàsics del Moviment de Santedat són:
- regeneració per la gràcia, per mitjà de la fe
- santificació cristiana, per la gràcia i per mitjà de la fe
- la certesa de la salvació pel testimoniatge de l'Esperit Sant.

Per descomptat, el primer concepte és una doctrina bàsica del protestantisme evangèlic, però dintre del context del Moviment de la Santedat, hi ha un grau major de misticisme. El segon concepte està relacionat amb l'experiència personal, després d'haver estat regenerat i per mitjà del qual hom es dedica completament a Déu i rep la capacitat de viure una vida més santa. El tercer concepte es refereix al coneixement intern que la regeneració ha ocorregut.
Històricament el moviment té els seus orígens en el metodisme, de les interpretacions dels escrits de la perfecció humana de John Wesley. El 1836, Sarah Worral Lankford, una dona metodista, va començar a realitzar reunions els dimarts per promoure la santedat en Nova York. El 1837, Timothy Merrit, un altre metodista, va fundar el setmanari Guide to Christian Perfection, "Guia cap a la Perfecció Cristiana", per promoure la idea que el cristià pot viure sense cometre cap pecat seriós. El 1837 la germana de Sarah Lankfrod, Phoebe Palmer, va experimentar allò que va anomenar "santificació sencera". Va començar a dirigir les "Reunions per Promoure la Santedat". Amb el temps, diversos metodistes van començar a assistir a les reunions, incloent membres del clergat. Palmer va esdevenir l'editora del setmanari i el 1859 va publicar un escrit anomenat The Promise of the Father "La Promesa del Pare", per mitjà del qual advocava per la participació de les dones en el ministeri. Aquest llibre va influir Catherine Booth, la co-fundadora de l'Exèrcit de Salvació. El moviment va atreure cristians d'altres denominacions, principalment congregacionals i presbiterians. El promotor més prominent de la "Santedat Cristiana" va ser Charles Finney, qui va ser peça clau en el "Segon Gran Desvetllament" cristià dels Estats Units.